# Гейделберг (Міссісіпі)
Гейделберг (англ. Heidelberg) — місто (англ. town) в США, в окрузі Джеспер штату Міссісіпі. Населення — 637 осіб (2020).

## Географія
Гейделберг розташований за координатами 31°53′24″ пн. ш. 88°59′16″ зх. д. / 31.89000° пн. ш. 88.98778° зх. д. (31.889955, -88.987641).  За даними Бюро перепису населення США в 2010 році місто мало площу 13,29 км², з яких 13,24 км² — суходіл та 0,05 км² — водойми.

## Демографія
Згідно з переписом 2010 року, у місті мешкало 718 осіб у 297 домогосподарствах у складі 209 родин. Густота населення становила 54 особи/км².  Було 346 помешкань (26/км²).
Расовий склад населення:
| - 80,5 % — чорних або афроамериканців - 17,8 % — білих - 0,3 % — корінних американців - 0,1 % — вихідців з тихоокеанських островів |

До двох чи більше рас належало 1,3 %. Частка іспаномовних становила 1,7 % від усіх жителів.
За віковим діапазоном населення розподілялося таким чином: 23,0 % — особи молодші 18 років, 58,2 % — особи у віці 18—64 років, 18,8 % — особи у віці 65 років та старші. Медіана віку мешканця становила 43,8 року. На 100 осіб жіночої статі у місті припадало 86,5 чоловіків;  на 100 жінок у віці від 18 років та старших — 81,3 чоловіків також старших 18 років.
Середній дохід на одне домашнє господарство  становив 36 433 долари США (медіана — 27 955), а середній дохід на одну сім'ю — 46 340 доларів (медіана — 42 589). Медіана доходів становила 37 083 долари для чоловіків та 26 500 доларів для жінок. За межею бідності перебувало 19,5 % осіб, у тому числі 27,6 % дітей у віці до 18 років та 20,7 % осіб у віці 65 років та старших.
Цивільне працевлаштоване населення становило 256 осіб. Основні галузі зайнятості: виробництво — 32,8 %, освіта, охорона здоров'я та соціальна допомога — 28,1 %, роздрібна торгівля — 14,5 %, сільське господарство, лісництво, риболовля — 7,4 %.